# Palura costipicta
Palura costipicta är en fjärilsart som beskrevs av George Francis Hampson 1895. Palura costipicta ingår i släktet Palura och familjen nattflyn. Inga underarter finns listade i Catalogue of Life.